# Nicolas Schnyder

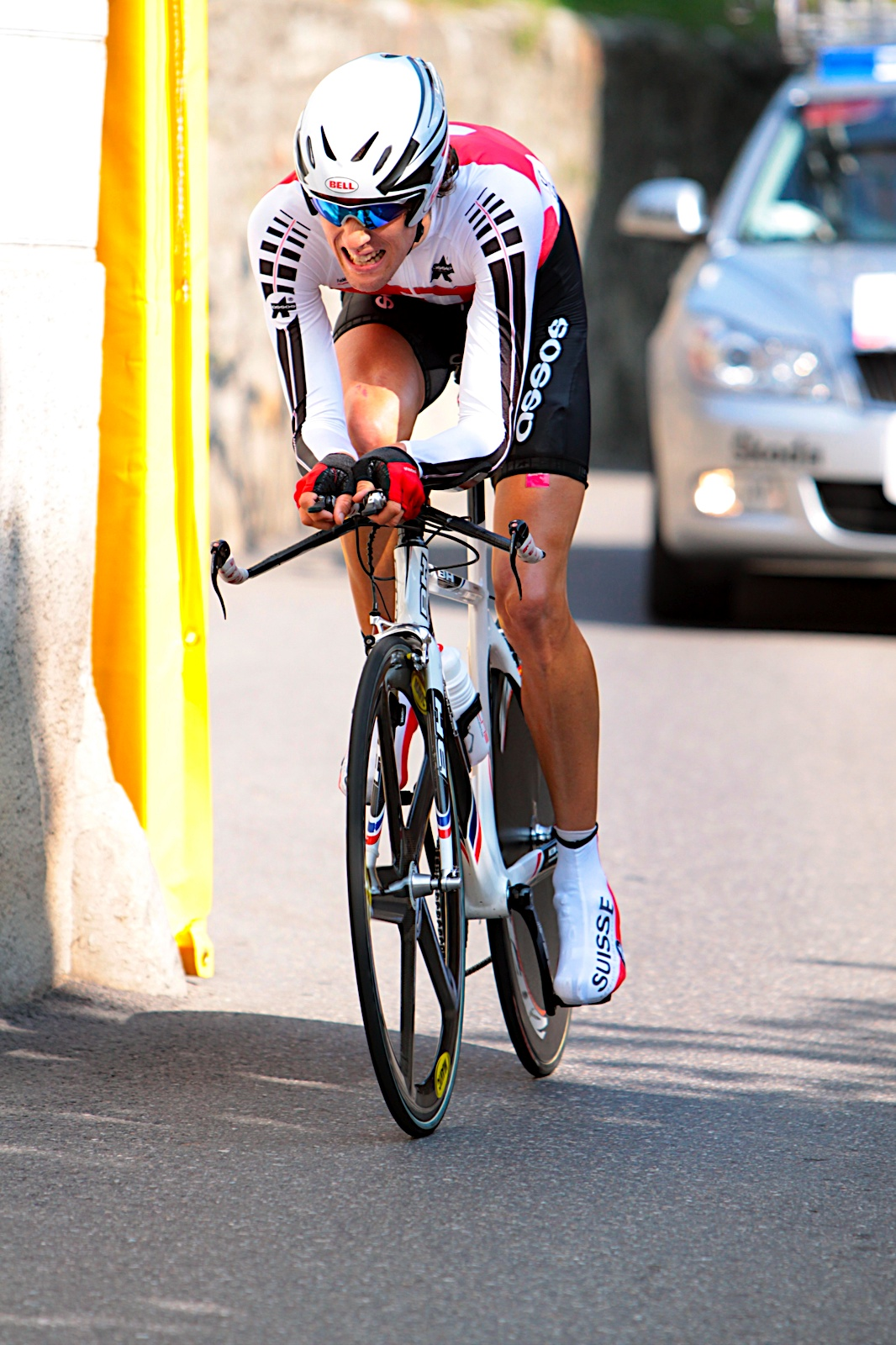
Nicolas Schnyder 2009

Nicolas Schnyder (* 9. Juni 1987) ist ein ehemaliger Schweizer Radrennfahrer.
Nicolas Schnyder wurde 2005 in der Juniorenklasse Schweizer Meister im Einzelzeitfahren und er belegte Platz zwei in der Gesamtwertung der Tour du Pays de Vaud. Im nächsten Jahr fuhr er für das Continental Team Hadimec. Nachdem Schnyder 2008 Schweizer Vizemeister im Einzelzeitfahren der U23-Klasse wurde, konnte er den Titel 2009 gewinnen. Bei der U23-Europameisterschaft 2009 belegte er den 15. Platz im Strassenrennen. 2010 gewann er mit der Gesamtwertung und einer Etappe der Tour des Pays de Savoie den einzigen internationalen Wettbewerb seiner Karriere.
Im Juni 2011 informierte die Union Cycliste Internationale Swiss Cycling informiert, dass eine beim Gran Premio Città di Modena abgenommene Dopingprobe von Nicolas Schnyder vom 18. September 2010 positiv auf Testosteron getestet wurde. Der Fahrer hat die Analyse der B-Probe verlangt, die auch ein positives Resultat zeigte. Die UCI hat Nicolas Schnyder per sofort vom Renngeschehen suspendiert. Später wurde er für zwei Jahre gesperrt.

## Erfolge
2005
- Schweizer Meister – Einzelzeitfahren (Junioren)

2009
- Schweizer Meister – Einzelzeitfahren (U23)

2010
- Gesamtwertung und eine Etappe Tour des Pays de Savoie

## Teams
- 2006 Hadimec
- 2010 Price-Custom Bikes
- 2011 Price your Bike